# Поын
Поы́н (кор. 보은군?, 報恩郡?, Boeun-gun) — уезд в провинции Чхунчхон-Пукто, Южная Корея.

## Города-побратимы
Поын является городом-побратимом следующих городов:
- Кванджин, Сеул, Республика Корея